# Nealcidion bruchi
Nealcidion bruchi là một loài bọ cánh cứng trong họ Cerambycidae.